# ショートドリンク
ショートドリンクとは、短時間で飲み干すことに適したカクテルの分類の1つである。対語はロングドリンク。書籍などによっては、以下のように書かれることもある。
- ショート・ドリンク
- ショートドリンクス
- ショート・ドリンクス
- ショートカクテル
- ショート・カクテル
- ショートカクテルズ
- ショート・カクテルズ

## 概略
一般にアルコール度数が高く、量は少なめである。大概はカクテル・グラスに注がれる。カクテルの温度が上がってしまうのを防止するために、グラスは予め冷やしておくことが好ましいとされる。短時間で飲むことを前提に作られているため、グラスに氷が入っていることは稀である。入っていても、クラッシュド・アイスよりも細かい氷である場合がほとんどである。冷たいうちに飲み切ってしまわないと味が落ちてしまうとされる。特に氷が入っている場合はどんどん水っぽくなってしまう。